# Oak Ridge North, Texas
Oak Ridge North là một thành phố thuộc quận Montgomery, tiểu bang Texas, Hoa Kỳ. Năm 2010, dân số của xã này là 3049 người.

## Dân số
- Dân số năm 2000: 2991 người.
- Dân số năm 2010: 3049 người.